# Dialeurodes maxima
Dialeurodes maxima is een halfvleugelig insect uit de familie witte vliegen (Aleyrodidae), onderfamilie Aleyrodinae.
De wetenschappelijke naam van deze soort is voor het eerst geldig gepubliceerd door Quaintance & Baker in 1917.